# Time (The Revelator)
Time (The Revelator) è il terzo album in studio della cantautrice statunitense Gillian Welch, pubblicato nel 2001.

## Tracce
Tutte le tracce sono state scritte da Gillian Welch e David Rawlings.

1. Revelator – 6:22
2. My First Lover – 3:47
3. Dear Someone – 3:14
4. Red Clay Halo – 3:14
5. April the 14th Part I – 5:10
6. I Want to Sing That Rock and Roll – 2:51
7. Elvis Presley Blues – 4:53
8. Ruination Day Part II – 2:36
9. Everything Is Free – 4:48
10. I Dream a Highway – 14:39